# برايان وليامز (لاعب كرة قدم)
برايان وليامز (بالإنجليزية: Brian Williams)‏ (5 نوفمبر 1955 في المملكة المتحدة - ) هو لاعب كرة قدم بريطاني في مركز الدفاع. لعب مع سويندون تاون وشروزبري تاون وكوينز بارك رينجرز ونادي بريستول روفيرز ونادي بريستول سيتي ونادي بوري وAlvechurch F.C. ‏.

## وصلات خارجية
- برايان وليامز على موقع قاعدة بيانات كرة القدم.إي يو (الإنجليزية)